# Eric Braeden
Eric Braeden, född Hans-Jörg Gudegast den 3 april 1941 i Bredenbek i Schleswig-Holstein i Tyskland, är en tysk-amerikansk skådespelare. Han är allra främst känd för rollen som den skrupelfrie Victor Newman i den amerikanska TV-såpan The Young and the Restless. Han har spelat rollen i över 30 års tid.
Han har en stjärna för TV-insatser på Hollywood Walk of Fame i Los Angeles.

## Filmografi, urval
- 1966 – The Rat Patrol (TV-serie)
- 1970 – Colossus: The Forbin Project
- 1971 – Flykten från apornas planet
- 1977 – Herbie i Monte Carlo
- 1978 – Familjen Macahan (TV-serie)
- 1980–2017 – The Young and the Restless (TV-serie)
- 1997 – Titanic